# Ruhlandiella berolinensis
Ruhlandiella berolinensis är en svampart som beskrevs av Henn. 1903. Ruhlandiella berolinensis ingår i släktet Ruhlandiella och familjen Pezizaceae.   Inga underarter finns listade i Catalogue of Life.